# Kolana lyde
Kolana lyde is een vlinder uit de familie van de Lycaenidae. De wetenschappelijke naam van de soort werd als Thecla lyde in 1887 gepubliceerd door Godman & Salvin.